# Sukajaya (Muara Tiga)
Sukajaya is een bestuurslaag in het regentschap Pidie van de provincie Atjeh, Indonesië. Sukajaya telt 1617 inwoners (volkstelling 2010).